# Ilyophis robinsae
Ilyophis robinsae är en fiskart som beskrevs av Sulak och Shcherbachev, 1997. Ilyophis robinsae ingår i släktet Ilyophis och familjen Synaphobranchidae. Inga underarter finns listade i Catalogue of Life.